# Zentralverwahrer (EU)
Ein Zentralverwahrer innerhalb der Europäischen Union (Zentralverwahrer EU oder englisch: European Central Securities Depository, ECSD) ist eine juristische Person gemäß der Verordnung (EU) Nr. 909/2014 (Zentralverwahrerverordnung) über die Zentralverwahrung von Wertpapieren, die am 17. September 2014 in Kraft getreten ist. Durch die Zentralverwahrer-Verordnung und die einheitliche Zulassung von Zentralverwahrern in der Europäischen Union werden Wertpapier-Lieferungen und -Abrechnungen in der EU verbessert sowie das bisherige Wertpapierrecht grundlegend harmonisiert und einheitlich unionsweit reguliert.
Die Europäische Union beabsichtigt mit dieser Verordnung und der Vereinheitlichung der Regelungen über die Zentralverwahrer in der EU eine Stärkung der zentralen Marktinfrastrukturen in Europa und Stabilisierung der Märkte auch in Krisenzeiten.

## Zentralverwahrer im Sinne der Verordnung
Zentralverwahrer sind nach Art 2 Abs. 1 Ziff. 1 der Zentralverwahrer-Verordnung (CSDR) juristische Personen, die ein Wertpapierliefer- und -abrechnungssystem nach Abschnitt A Nummer 3 des Anhangs zur Verordnung betreiben und die wenigstens eine weitere Kerndienstleistung nach Abschnitt A des Anhangs erbringen.
Drittland-Zentralverwahrer sind nach Art 2 Abs. 1 Ziff. 2 CSDR „juristische Person mit Sitz in einem Drittland, die eine ähnliche Dienstleistung wie die Kerndienstleistung nach Abschnitt A Nummer 3 des Anhangs und wenigstens eine weitere Kerndienstleistung nach Abschnitt A des Anhangs“ erbringen.
Nur Zentralverwahrer oder als Zentralverwahrer fungierende Zentralbanken, die dieser Verordnung unterliegen, sollen Wertpapierliefer- und -abrechnungssysteme betreiben dürfen, damit das sichere Funktionieren der Wertpapierliefer- und -abrechnungssysteme gewährleistet ist. Ausnahmen können unter besonderen Umständen und im Rahmen strenger gesetzlicher Bestimmungen nach nationalem Recht bestehen für die Systeme der direkten Wertpapierverwahrung, sowie nach Art 1 Abs. 4 der CSDR.

### Abgrenzung
Keine Zentralverwahrer im Sinne der CSDR sind „Stellen, die keine Wertpapierliefer- und -abrechnungssysteme betreiben, wie Registrierstellen, Übertragungsstellen, Behörden, mit der Führung eines gemäß der Richtlinie 2003/87/EG eingerichteten Registriersystems betraute Stellen oder der Verordnung (EU) Nr. 648/2012 des Europäischen Parlaments und des Rates (10) unterliegende zentrale Gegenparteien“.

### Zulassung eines Zentralverwahrers
Nach Art 16 Abs. 1 CSDR muss jede juristische Person, die unter die Begriffsbestimmung der Zentralverwahrer-Verordnung (CSDR) als Zentralverwahrer fällt, von der zuständigen Behörde des Mitgliedstaats, in dem sie ihren Sitz hat, vor Aufnahme ihrer Tätigkeiten und für einen bestimmten Tätigkeitsbereich binnen sechs Monaten nach Einreichen eines vollständigen Antrags zugelassen werden oder die Zulassung begründet verweigert werden. Die Voraussetzungen für die Zulassung müssen jederzeit, während der gesamten Tätigkeit als Zentralverwahrer iSd der CSDR vorhanden sein (Art 16 Abs. 3 CSDR). Gibt es wesentlichen Änderungen, die die Erfüllung der für die Zulassung erforderlichen Voraussetzungen beeinflussen, so hat dies der Zentralverwahrer und sein unabhängiger Abschlussprüfer der zuständigen Behörde unverzüglich mitzuteilen (Art 16 Abs. 4 CSDR).
Jeder zugelassene Zentralverwahrer darf die im Anhang zur CSDR genannten Dienstleistungen im gesamten Hoheitsgebiet der Europäischen Union, auch durch Gründung einer Zweigniederlassung, erbringen, soweit diese Dienstleistungen von der Zulassung abgedeckt sind (Artikel 23 CSDR).

### Aufgaben
Die Aufgaben der Zentralverwahrer gemäß der Zentralverwahrer-Verordnung sind im Anhang zur Verordnung geregelt. In
- Abschnitt A die Kerndienstleistungen der Zentralverwahrer,
- Abschnitt B die nichtbankartigen Nebendienstleistungen der Zentralverwahrer, die kein Kredit- oder Liquiditätsrisiko bergen,
- in Abschnitt C die bankartigen Nebendienstleistungen.

### Nutzerausschuss
Für jedes von dem Zentralverwahrer betriebene Wertpapierliefer- und -abrechnungssystem muss „ein Nutzerausschuss gebildet werden, um den Nutzern die Möglichkeit zu geben, das Leitungsorgan des Zentralverwahrers in den sie betreffenden wesentlichen Belangen zu beraten“. „In dem Nutzerausschuss sollten die Interessen der verschiedenen Nutzer von Zentralverwahrern, einschließlich der Interessen der Inhaber unterschiedlicher Wertpapierarten vertreten sein“.
Der Nutzerausschuss übt seine Tätigkeit unabhängig und ohne direkte Einflussnahme durch die Geschäftsleitung des Zentralverwahrers aus (Art 28 Abs. 1 CSDR).
Allgemein sollen die Beziehungen zwischen Zentralverwahrern und ihren Nutzern „mit Hilfe von Wohlverhaltensregeln transparent gestaltet werden. Insbesondere sollte ein Zentralverwahrer über öffentlich zugängliche, transparente, objektive und nicht diskriminierende Kriterien für die Teilnahme am Wertpapierliefer- und -abrechnungssystem verfügen, denen zufolge der Zugang für Teilnehmer nur aufgrund der damit verbundenen Risiken beschränkt werden dürfte“.
Hierzu ist es erforderlich zu gewährleisten, dass
- die zuständigen Behörden[16] rasche und geeignete Abhilfemaßnahmen setzen können, um gegen jede ungerechtfertigte, behindernde und diskriminieren Dienstleistungsverweigerung von Zentralverwahrern gegenüber Teilnehmern vorzugehen und
- Zentralverwahrer die Preise und Gebühren ihrer Dienstleistungen vorab und verbindlich bekanntgeben.[17]

### Transparenz
Durch transparente Regeln für die Unternehmensführung und -kontrolle soll sichergestellt werden, „dass Geschäftsleitung, Mitglieder des Leitungsorgans, Gesellschafter und Teilnehmer, die die Kontrolle im Sinne der Richtlinie 2013/34/EU über die Tätigkeit des Zentralverwahrers ausüben können, die Eignung besitzen, eine solide und umsichtige Geschäftsführung des Zentralverwahrers zu gewährleisten“ und, „dass die Interessen der Gesellschafter, der Geschäftsführung und der Mitarbeiter des Zentralverwahrers einerseits und die Interessen seiner Nutzer, in deren Dienst die Zentralverwahrer letztendlich stehen, andererseits berücksichtigt werden“.
Nach Art 21 der CSDR ist der Name und der Tätigkeitsbereich jeden Zentralverwahrers in einem Zentralverwahrer-Verzeichnis aufzunehmen samt allen in anderen Mitgliedstaaten betriebenen Zweigniederlassungen, Zentralverwahrer-Verbindungen und die nach Artikel 31 CSDR geforderten Informationen. Die ESMA stellt das Register auf ihrer Webseite zur Verfügung und aktualisiert es (siehe auch Art 58 CSDR).
Jeder Zentralverwahrer hat nach Art 26 Abs. 4 CSDR seine Regelungen für die Unternehmensführung und -kontrolle und die für seine Tätigkeit geltenden Vorschriften öffentlich zugänglich zu machen.

### Dokumentationspflicht
Die Zentralverwahrer sind nach der CSDR verpflichtet eine ausreichende Dokumentation zu allen ihren Dienstleistungen zu führen und diese Aufzeichnungen aufzubewahren (mind. zehn Jahre), damit „die zuständigen Behörden über die Tätigkeiten der Zentralverwahrer wirksame Aufsicht ausüben können“.

### Nebentätigkeiten, Beteiligungen, Auslagerungen

#### Nebentätigkeiten und Beteiligungen von Zentralverwahrern
Zentralverwahrer sollen keine Risiken mit „anderen Tätigkeiten eingehen als solchen, die der Zulassungspflicht gemäß dieser Verordnung unterliegen. Zentralverwahrer sollen auch keine Beteiligung in dem Sinne halten, wie sie in der CSDR durch Bezugnahme auf die Richtlinie 2013/34/EU des Europäischen Parlaments und des Rates (12) definiert sind, und auch nicht direkt oder indirekt 20 % oder mehr der Stimmrechte oder des Kapitals anderer Institute halten als solcher, die ähnliche Dienstleistungen erbringen, es sei denn, eine solche Beteiligung wurde von den zuständigen Behörden der Zentralverwahrer auf der Grundlage gebilligt, dass das Risikoprofil der Zentralverwahrer dadurch nicht wesentlich erhöht wird“. Wesentliches Kriterium für eine zulässige oder unzulässige Nebentätigkeit und Beteiligungen ist, dass diese keine unangemessenen Risiken für die Kerndienstleistungen der Zentralverwahrer mit sich bringen.
Zentralverwahrer und die Erbringer von Bankdienstleistungen können unter bestimmten Umständen innerhalb einer einzigen Unternehmensgruppe ihre Leistungen bündeln.
Dieser Punkt, der Erbringung von Nebenleistungen durch europäische Zentralverwahrer, war in den Verhandlungen zur CSDR sehr strittig und die Europäische Kommission hat hier einen sehr einschränkenden Standpunkt vertreten.

#### Auslagerung von Tätigkeiten
Zentralverwahrer können ihre Dienste unter strengen Bedingungen auslagern, „sofern die Risiken, die durch entsprechende Auslagerungsvereinbarungen entstehen können, gesteuert werden“. Dabei können Zentralverwahrer jedoch nicht ihre Verantwortung übertragen. Insbesondere darf durch die Auslagerung die Beaufsichtigung der Zentralverwahrer und ihre Überwachung nicht beeinträchtigt werden.

### Eigenkapitalanforderungen
Nach Art 47 Abs. 1 der CSDR muss das „Eigenkapital eines Zentralverwahrers zusammen mit Gewinnrücklagen und sonstigen Rücklagen steht in einem angemessenen Verhältnis zu den Risiken, die mit seinen Tätigkeiten einhergehen“.

## Aufsicht
Die Zentralverwahrer nach der CSDR unterstehen primär den nationalen Aufsichtsbehörden der Unionsmitgliedstaaten. Diese Aufsichtsbehörden müssen von den Unionsmitgliedstaaten mit hinreichenden Befugnissen ausgestattet und „in der Lage sein, rechtswidriges Verhalten der Zentralverwahrer oder deren Personal oder von Dritten durch Anwendung abschreckender Sanktionsordnungen zu ahnden“.

### Whistleblower
Damit die Aufsichtsbehörden potenzielle Verstöße auch tatsächlich entdecken, soll „durch wirksame Mechanismen sichergestellt werden, dass den zuständigen Behörden mehr potenzielle oder tatsächliche Verstöße gegen diese Verordnung gemeldet werden“. Hierzu gehört auch, dass Personen, die potenzielle oder tatsächliche Verstöße gegen diese Verordnung melden geschützt werden, wie auch Personen, die solcher Verstöße beschuldigt werden (siehe Unschuldsvermutung / Schuldvermutung).

### Sanktionen
Verstöße von Zentralverwahrern gegen die CSDR müssen rasche und geeignete Abhilfemaßnahmen durch die Behörden zur Folge haben. Die Aufsicht und die Sanktionen müssen wirkungsvoll, verhältnismäßig und abschreckend sein.
Damit die Abschreckung und die kohärente Anwendung der Sanktionen in allen Mitgliedstaaten unter Berücksichtigung der Charta der Grundrechte der Europäischen Union gewährleistet sind, enthält die „Verordnung eine Liste wesentlicher verwaltungsrechtlicher Sanktionen und andere Maßnahmen, die den zuständigen Behörden zur Verfügung stehen müssen, die Befugnis, diese Sanktionen und anderen Maßnahmen gegen alle für einen Verstoß verantwortlichen natürlichen und juristischen Personen zu verhängen, eine Liste der Hauptkriterien für die Festlegung des Grades und der Art dieser Sanktionen und anderen Maßnahmen sowie die Höhe von Geldbußen vorsehen. Bei der Festsetzung der Geldbußen sollte Faktoren wie den festgestellten finanziellen Vorteilen aufgrund des Verstoßes, der Schwere und Dauer des Verstoßes, den erschwerenden oder mildernden Umständen und der notwendigen abschreckenden Wirkung von Geldbußen Rechnung getragen und gegebenenfalls eine Ermäßigung im Falle der Zusammenarbeit mit der zuständigen Behörde vorgesehen werden“.